# Bukowina Tatrzańska
Bukowina Tatrzańska ist ein Dorf im Powiat Tatrzański in der Woiwodschaft Kleinpolen im Süden Polens. Es ist Sitz der gleichnamigen Landgemeinde mit etwas mehr als 13.000 Einwohnern.
Bukowina ist ein Kurort mit Skigebieten und dem Thermalbad Terma Bukovina. Es hat Anteil an der Hohen Tatra, insbesondere an dem Tal Dolina Białki und seinen Seitentälern. Bukowina liegt an dem Fluss Białka und der Schnellstraße DK 49 in der Region Podhale.

## Geschichte
Die erste urkundliche Erwähnung des Dorfes stammt aus dem Jahr 1630. Im Jahr 1881 lebten in Bukowina Tatrzańska 1107 Menschen.
Von 1975 bis 1998 gehörte das Dorf zur mittlerweile aufgelösten Woiwodschaft Nowy Sącz.

## Sehenswürdigkeiten
In Bukowina Tatrzańska gibt es einige interessante Holzbauten im Zakopane-Stil, insbesondere das zwischen 1928 und 1932 errichtete Volkshaus und die Holzkirche Herzjesu aus dem 19. Jahrhundert.

## Tourismus
Überregionale Relevanz erfährt das Dorf seit 2005 als Zielort für den Skisport sowie als Ausgangspunkt für Wanderungen in die Hohe Tatra. Bekannt ist es bei Touristen und Kurpatienten des Weiteren für sein seit dem 6. Dezember 2008 betriebenes Thermalbad Bukovina; mit einer Fläche von rund 5000 m² das größte Thermalbad Europas. Das Wasser der Becken kommt mit einer Temperatur von etwa 72 °C aus einem 2800 m tiefen Bohrloch.
Im Ort gibt es zwei Skigebiete, Turnia und Rusiń-ski.

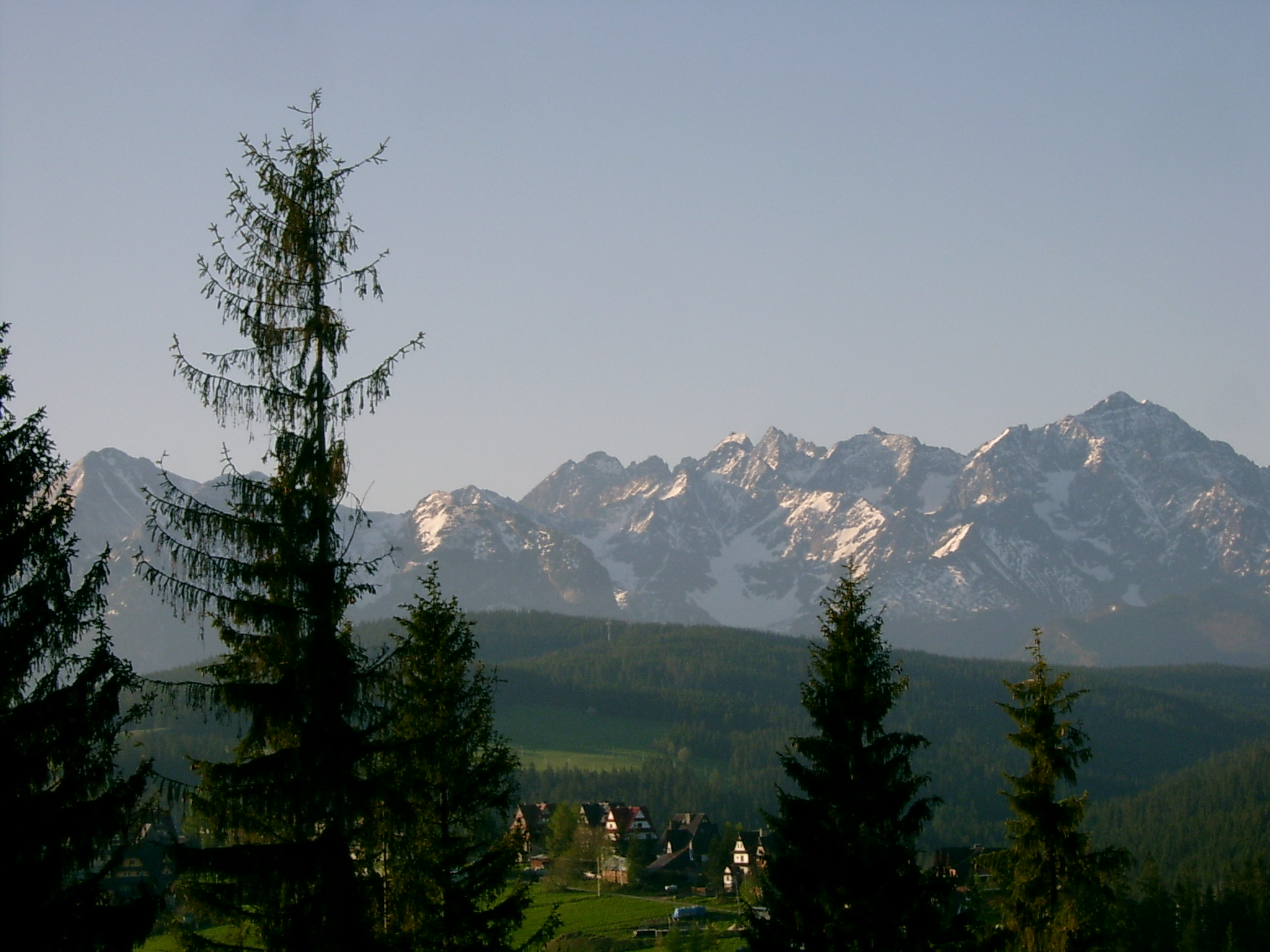
Hohe Tatra von Bukowina Tatrzańska
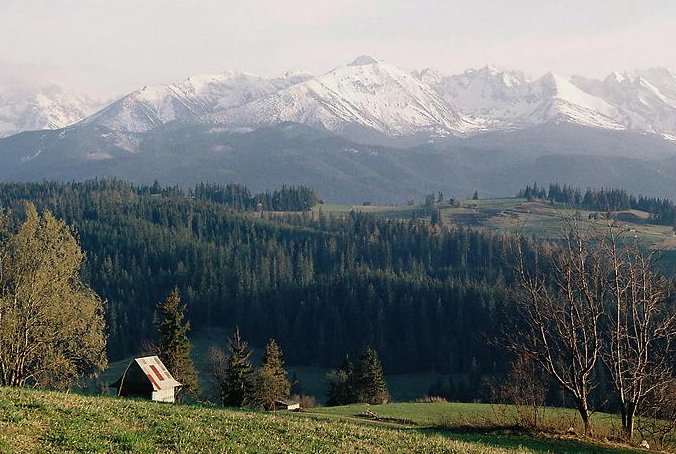
Głodówka Alm
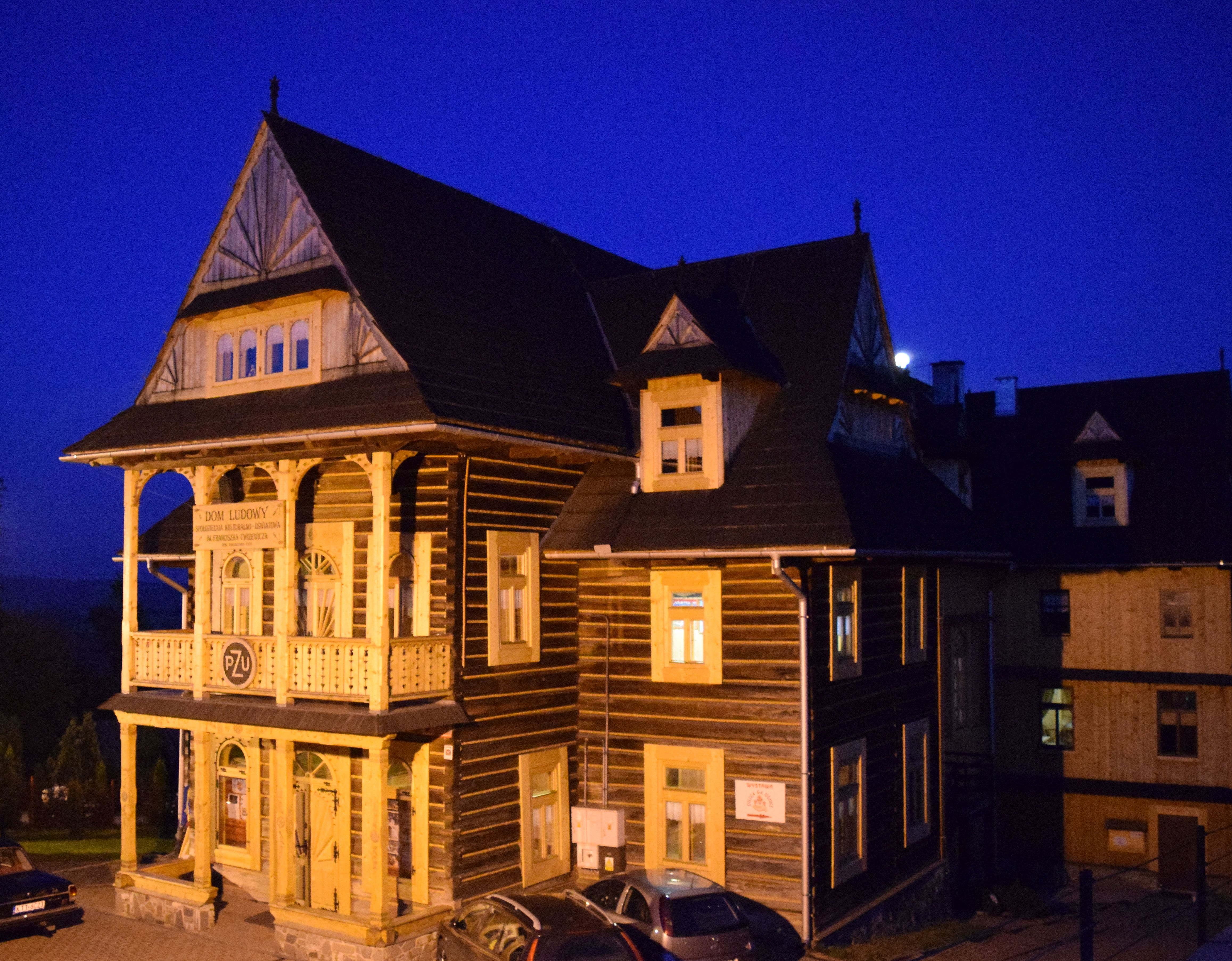
Volkshaus im Zakopane-Stil
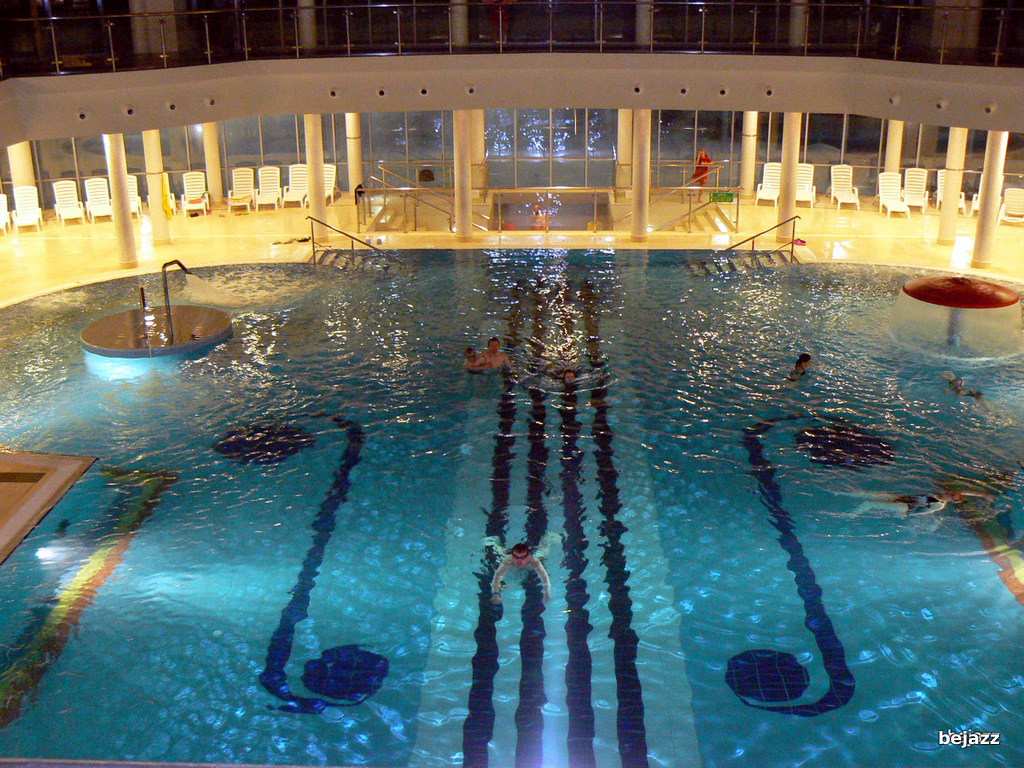
Terma Bukovina
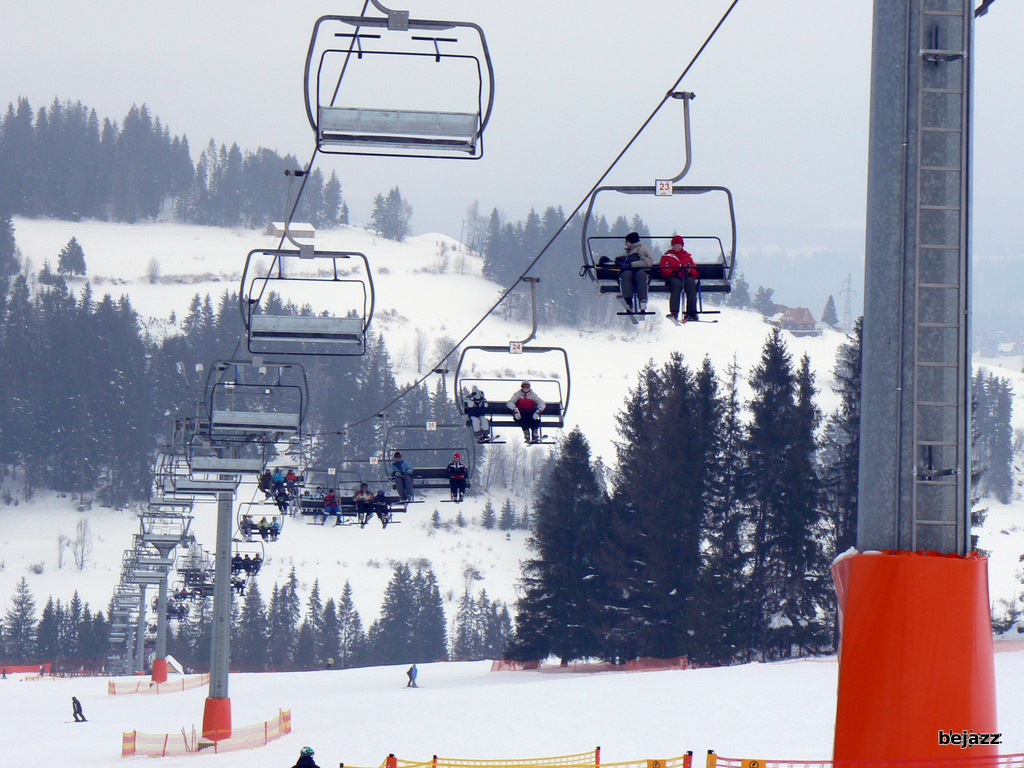
Skigebiet Rusiń-ski

## Gemeinde
Die gleichnamige Landgemeinde hat eine Fläche von 131,84 km² und besteht aus sieben weiteren Dörfern.

## Partnerschaft
Bukowina Tatrzańska unterhält eine Partnerschaft mit der slowakischen Stadt Vysoké Tatry.